# Salignac-de-Mirambeau
Salignac-de-Mirambeau là một xã trong tỉnh tổng Mirambeau in the Charente-Maritime trong vùng Nouvelle-Aquitaine, tây nam nước Pháp. Xã Salignac-de-Mirambeau nằm ở khu vực có độ cao từ 37-111 mét trên mực nước biển.

## Lịch sử biến động dân số
| Năm  | Dân số | Mật độ | Phần trăm của tổng |
| ---- | ------ | ------ | ------------------ |
| 1962 | 202    | -      | -                  |
| 1968 | 223    | -      | -                  |
| 1975 | 197    | -      | -                  |
| 1982 | 179    | -      | -                  |
| 1990 | 179    | -      | -                  |
| 1999 | 154    | 20/km² | 2.13%              |